# Elefante (faraó)
Elefante, cujo nome talvez é lido Penabu (Pn-3bw), era um faraó (rei) do Antigo Egito, que reinou em data incerta em algum momento entre o final de Nacada IIc e começo de Nacada IIIa (3500–3220/3200 a.C.).

## Existência
A proposta de existência de Elefante é baseada nos ensaios de Günter Dreyer e Ludwig David Morenz, que estão convencidos de que era um rei que governou a região de Custul. Segundo Dreyer, o nome dele aparece num grafite nos Colossos de Copto encontrados no templo do deus Mim em Copto, numa cerâmica do Túmulo U-j de Abidos de Escorpião I e grafites em Custul e Gebel Xeique Solimão, onde hieróglifos são colocados dentro de um sereque. Em etiquetas de marfim de Abidos, o elefante também aparece, mas sem qualquer símbolo real. Dreyer reconheceu nos sereques de Custul e Gebel um trono cúbico e um elefante andando abaixo e leu Penabu ("Grande aquele [sentado] no trono") Morenz concorda com ele, mas acha altamente incerta a leitura do nome, preferindo usar "Rei Elefante". Alternativamente, considerou a possibilidade de ser um rinoceronte e ressaltou que em Nacada III era moda escolher animais perigosos (leões, crocodilos, elefantes e rinocerontes) para criar nomes reais.
Outros egiptólogos, como Peter Kaplony e Toby Wilkinson, propuseram leituras diferentes. Enquanto Wilkinson vê um trono e o hieróglifo de "fronteira", Kaplony vê um assento e uma bancada cheio de jarros de vinho, o sinal de "elogiado". Kaplony também menciona que o nome de um certo palatinado da I dinastia chamado Hor-Sequentidju também foi escrito com o símbolo do jarro de vinho. Ele acredita que o nome do palatinado foi criado a partir do nome de Elefante.